# 比利·简·金
比利·简·金（英語：Billie Jean King，1943年11月22日—），原姓莫菲特（英語：Moffitt），亦被尊稱為金夫人，已退役的美國女子網球運動員，單打最高世界排名第一，12座大滿貫得主，國際網球名人堂成員。
金赢得了12个大满贯单打冠军，16个大满贯女双冠军和11个大满贯混双冠军。她与玛蒂娜·纳芙拉蒂洛娃一起并列温布尔登网球锦标赛总得冠数（包括单打、双打和混合双打）的纪录（20次）。她是一个性别平等的倡导者，并于1973年获得网球“性别大战”的胜利。在她的职业生涯中总胜率为81.76% (696胜-165负)。在大满贯单打比赛的胜率为82.00% (190胜-39负)，在法网的胜率为77.77% (21胜-6负)，在温网的胜率为86.36% (95胜-15负)，在美网的胜率为80.55% (58胜–14负)，在澳网的胜率为80.00% (16胜-4负)。
金是女子网球联合会（WTA）和女子体育基金会的创始人。并且是世界团体网球赛（World TeamTennis）的所有者，这是由她的前夫劳伦斯·金，丹尼斯·墨菲，弗兰克·巴曼和乔丹·凯泽共同成立的。

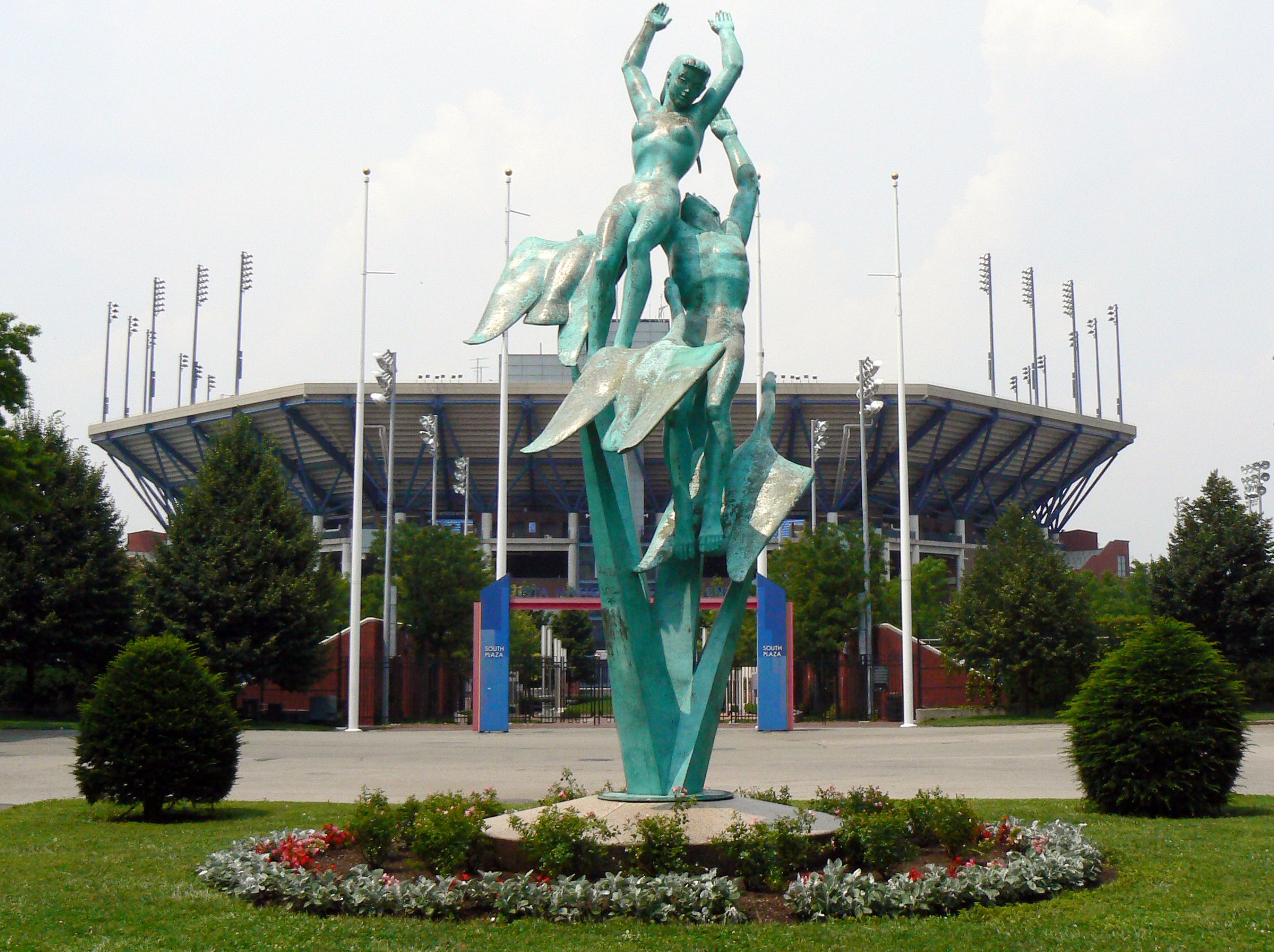
以比利·简·金的名字命名的USTA国家网球中心外的铜像

2006年，美国网球协会（USTA）决定将美网的举办场地国家网球中心冠上比利·简·金的名字，以表彰她多年来为世界网球运动发展所做出的努力。
2017年由強納森·達頓與華蕾莉·法里斯夫妻檔導演執導的《勝負反手拍》，將1973年的性別大戰改編為電影，劇中由艾瑪·史東演出金的角色。
2022年，为了表彰比利·简·金多年来为世界网球运动发展所做出的努力，以及为存进网球界性别平等所做的贡献，國際網球總會于2020年決定將協會盃更名为比利·简·金杯。

## 早年生活

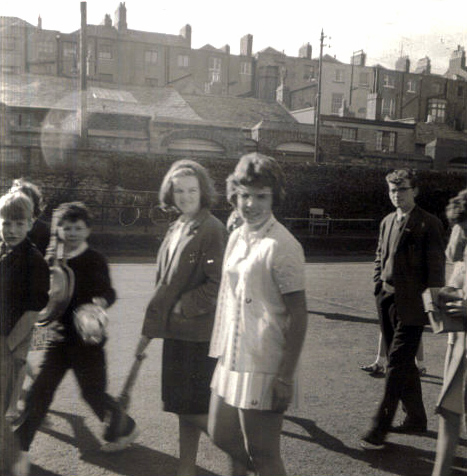
在20世纪60年代比利·简·莫菲特 (后来改为金) 在都柏林举行的爱尔兰网球公开赛中赢得了第一个国际冠军

比利·简·金出生于美国加利福尼亚州长滩的一个保守的循道宗家庭，她的父亲是一位消防员，母亲则是一位家庭主妇。比利·简毕业于长滩理工高中。紧接着她来到洛杉矶加利福尼亚州立大学（UCLA）学习。因为她的父母实在负担不起斯坦福大学和南加州大学（USC）的学费。

## 个人生活
比利·简·金的弟弟Randy Moffitt长大后成为一名职业棒球运动员，曾效力于舊金山巨人，休士頓太空人和多倫多藍鳥。
1965年9月17日，她在长滩与賴瑞·金（Larry King）结婚。1971年，她做了人工流产手术。这对夫妻于1987年离婚。
到了1968年，金意识到她对于女性的兴趣，1971年，仍与賴瑞·金保持着婚姻关系的她开始了与她的秘书Marilyn Barnett的亲密关系，1981年5月由Barnett提起的一场诉讼让她们的这种关系公之于世，金成为美国第一个公开承认自己是同性恋的著名女运动员。金说她本来想在1981年退役，但自己需要钱去支付诉讼中所需的律师费，所以必须继续打下去。金说在1998年时玛蒂娜·纳芙拉蒂洛娃不支持她公开同性恋身份，结果她们的关系有一个“非常糟糕的5年。”
2007年4月27日金在《法律與秩序》中客串演出了一位法官，在2009年5月出现在《丑女贝蒂》中。2009年8月12日，她被歐巴馬授予總統自由勳章，以表彰她为妇女权利和LGBT社区所做的贡献。
金现在和伴侣Ilana Kloss生活在纽约和芝加哥。
2016年，金在《菜鳥新移民》第14集中以本尊真實的身分客串EMERY HUANG的網球教練。

## 大满贯
| 结果 | 年份 | 比赛     | 场地 | 决赛对手           | 比分          |
| 亚军 | 1963 | 温网     | 草地 | 玛格丽特·考特      | 6–3, 6–4      |
| 亚军 | 1965 | 美网     | 草地 | 玛格丽特·考特      | 8–6, 7–5      |
| 冠军 | 1966 | 温网 (1) | 草地 | 玛丽亚·布埃诺      | 6–3, 3–6, 6–1 |
| 冠军 | 1967 | 温网 (2) | 草地 | 安·瓊斯            | 6–3, 6–4      |
| 冠军 | 1967 | 美网 (1) | 草地 | 安·瓊斯            | 11–9, 6–4     |
| 冠军 | 1968 | 澳网 (1) | 草地 | 玛格丽特·考特      | 6–1, 6–2      |
| 冠军 | 1968 | 温网 (3) | 草地 | 朱迪·特加特-多尔顿 | 9–7, 7–5      |
| 亚军 | 1968 | 美网     | 草地 | 弗吉尼娅·韦德      | 6–4, 6–2      |
| 亚军 | 1969 | 澳网     | 草地 | 玛格丽特·考特      | 6–4, 6–1      |
| 亚军 | 1969 | 温网     | 草地 | 安·瓊斯            | 3–6, 6–3, 6–2 |
| 亚军 | 1970 | 温网     | 草地 | 玛格丽特·考特      | 14–12, 11–9   |
| 冠军 | 1971 | 温网 (2) | 草地 | 罗斯玛丽·卡萨尔斯  | 6–4, 7–6      |
| 冠军 | 1972 | 法网     | 红土 | 伊文·古拉贡        | 6–3, 6–3      |
| 冠军 | 1972 | 温网 (4) | 草地 | 伊文·古拉贡        | 6–3, 6–3      |
| 冠军 | 1972 | 美网 (3) | 草地 | 克丽·梅尔维尔·里德 | 6–3, 7–5      |
| 冠军 | 1973 | 温网 (5) | 草地 | 克里斯·埃弗特      | 6–0, 7–5      |
| 冠军 | 1974 | 美网 (4) | 草地 | 伊文·古拉贡        | 3–6, 6–3, 7–5 |
| 冠军 | 1975 | 温网 (6) | 草地 | 伊文·古拉贡        | 6–0, 6–1      |

## 延伸阅读
- Fein, Paul. . Washington: Potomac Books. 2005. ISBN 1-57488-925-7.
- Roberts, Selena. . New York: Crown. 2005. ISBN 1-4000-5146-0.
- Overman, Steven J. and K. B. Sagert, Icons of Women's Sport. Greenwood Press, 2012, Vol. 1.
- Ware, Susan. Game, Set, Match: Billie Jean King and the Revolution in Women's Sports (University of North Carolina Press; 2011) 282 pages; Combines biography and history in a study of the tennis player, liberal feminism, and Title IX.
- Jones, Ann, A Game of Love, 1971